# Maarin
Maarin (tiếng Ả Rập: معرين, cũng đánh vần Ma'arrin) là một ngôi làng ở phía tây bắc Syria, một phần hành chính của Tỉnh Hama, nằm ở phía tây Hama. Các địa phương lân cận bao gồm Mahrusah ở phía tây, Jubb Ram nhớ ở phía bắc, Hanjur và Asilah ở phía đông bắc, Umm al-Tiyur ở phía đông, Deir al-Salib ở phía nam và Masyaf ở phía tây nam. Theo Cục Thống kê Trung ương (CBS), Maarin có dân số 1.830 người trong cuộc điều tra dân số năm 2004. Cư dân của nó chủ yếu là Kitô hữu Chính thống Hy Lạp hoặc Alawites.